# Defesa antiaérea

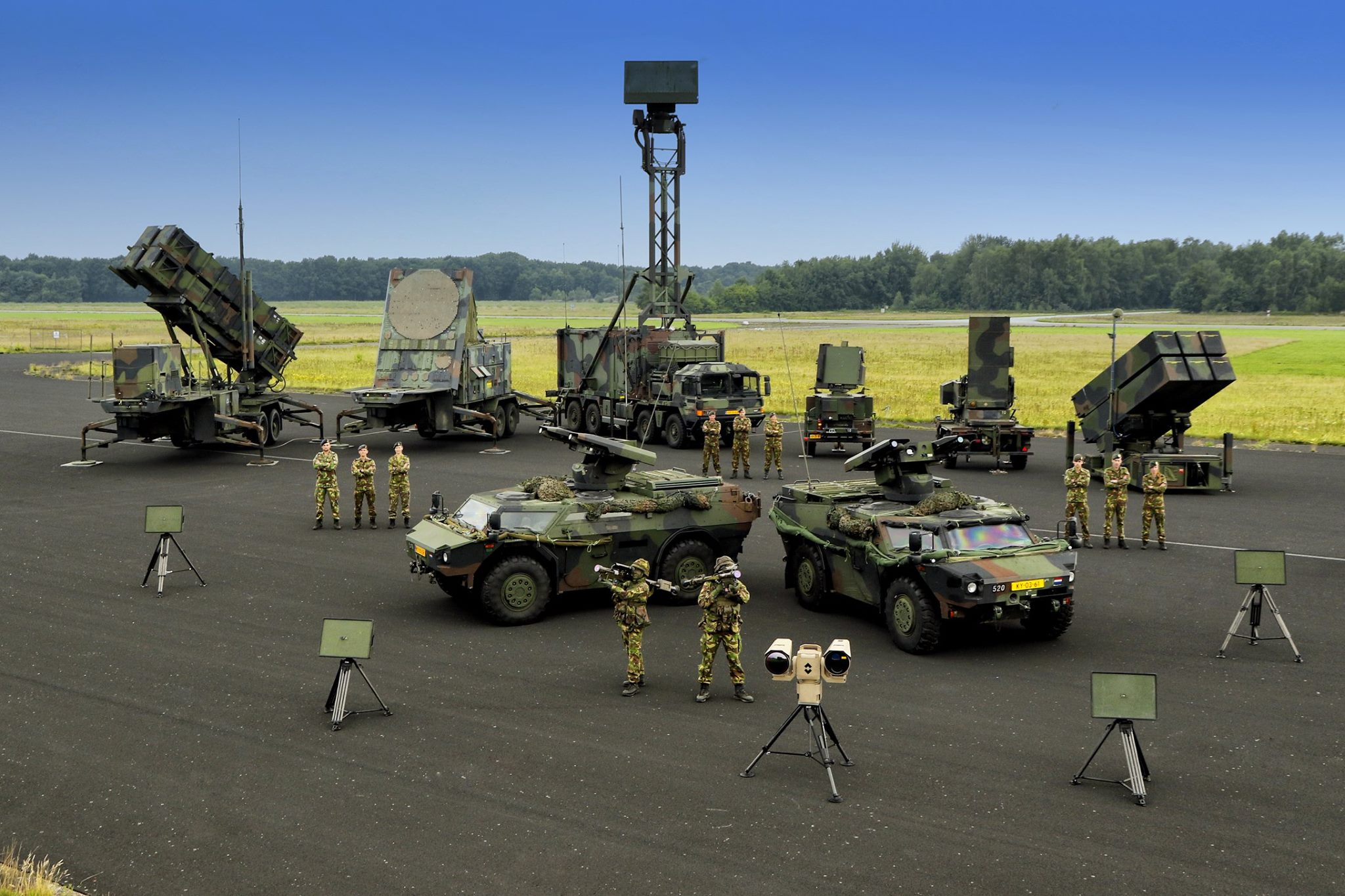
Sistemas de defesa antiaérea de curto e longo alcance das Forças Armadas dos Países Baixos

A defesa antiaérea (pré-AO 1990: defesa anti-aérea) consiste no empenhamento sobre aeronaves e misseis hostis, para defesa de pontos e zonas sensíveis de superfície, para defesa de forças terrestres ou navais, para interdição de um espaço aéreo condicionado ou para interdição de um espaço aéreo em zona de combate.
A defesa antiaérea também é designada como "defesa contra aeronaves" ou "DCA". No âmbito naval, é normalmente designada "luta antiaérea" ou "AAW" (sigla de "anti-aircraft warfare") e no âmbito aeronáutico é designada "defesa aérea". A vertente da artilharia vocacionada para a defesa antiaérea é conhecida por "artilharia antiaérea", "AA", "AAA", "artilharia contra aeronaves" ou "artilharia de defesa aérea". Internacionalmente, a artilharia antiaérea também é conhecida pelos termos "Flak" (abreviatura do termo alemão: "Fliegerabwehrkanone", significando "canhão de defesa aérea"), "triple-A" (termo norte-americano referindo-se à sigla "AAA") e "ack-ack" (termo britânico, significando "AA" no código fonético da Primeira Guerra Mundial).
Desde a introdução da aviação militar, sobretudo a partir da Primeira Guerra Mundial, que os meios de defesa antiaérea foram incluindo metralhadoras, peças antiaéreas, balões de barragem e aviões de caça, todos estes auxiliados por sistemas de referenciação, incluindo fonolocalizadores, projetores de luz e radares. Durante o decorrer do século XX, os sistemas de defesa antiaérea foram crescendo em termos de poder e de precisão, particularmente a partir da introdução dos mísseis superfície-ar e das peças antiaéreas autopropulsadas.